# Juninho (Fußballspieler, 1981)
Tadeu de Jesus Nogueira Júnior, besser bekannt unter seinem Spitznamen Juninho (* 9. Juli 1981 in Ribeirão Preto) ist ein brasilianischer Fußballtrainer und ehemaliger Fußballspieler.

## Karriere

### Als Spieler
Juninho begann seine Laufbahn im Nachwuchsbereich von EC Vitória. Hier schaffte er 2002 den Sprung in den Profikader. Zur Saison 2006 wechselte der Spieler zum Cruzeiro EC nach Belo Horizonte. Der Kontrakt erhielt eine Laufzeit über zwei Jahre. Nach Beendigung der Spiele um die Staatsmeisterschaft von Minas Gerais, wurde Juninho an den Santa Cruz FC ausgeliehen. Zum Start in die Saison 2007 kehrte er nicht zu seinem Stammklub zurück, sondern wurde an América Mineiro ausgeliehen, mit welchem er in der Staatsmeisterschaft antrat. Ende Mai einigte sich Juninho dann mit Cruzeiro auf eine vorzeitige Auflösung seines Vertrages. Juninho unterzeichnete kurz darauf einen Kontrakt beim América FC (RN), blieb hier aber nur wenige Wochen, nachdem Atlético Mineiro im Juli ein Angebot unterbreitete. Bei Atlético sollte er den zum UD Almería transferierten Diego Alves als Stammtorhüter zu ersetzen, was ihm jedoch zunächst nicht gelang. Erst nachdem Edson mehrere schwache Spiele machte, bekam Juninho vom damaligen neuen Trainer, Emerson Leão, die Chance sich zu beweisen. Atlético hatte zu diesem Zeitpunkt mehrere Spiele hintereinander nicht gewonnen und es drohte damit die Gefahr, in den Abstiegskampf zu geraten. Nachdem Juninho in seinem ersten Spiel gegen Paraná Clube mit zahlreichen Glanzparaden den 3:1-Auswärtssieg festhielt, durfte er am nächsten Spieltag gegen den FC Santos erneut zwischen den Pfosten stehen. Auch wenn Atlético das Heimspiel mit 1:2 verlor, zeigte Juninho erneut eine sehr starke Leistung mit mehreren Glanzparaden. 2009 verließ Juninho den Klub und tingelte bis 2018 durch meist unterklassige Klubs seiner Heimat. Dann beendete er seine aktive Laufbahn.

### Als Trainer
Seit 2021 arbeitet Juninho als Trainer. Er begann beim Comercial FC als Torwarttrainer. Im Folgejahr übernahm er dann die Nachwuchsauswahl des Klubs.
Im Februar 2023 nahm er das Angebot des Novo FC an, deren Cheftrainer zu werden. Mit dem Klub trat er in der Staatsmeisterschaft von Mato Grosso do Sul an. Novo hatte seinem eigentlichen Trainer, dessen Assistenztrainer er eigentlich war, nach dem zweiten Spieltag gekündigt. Nachdem der Klub im Viertelfinale gegen den Operário FC (MS) ausschied (2:0 / 1:4), kehrte er zu Comercial als Nachwuchstrainer zurück.
In die Saison 2024 startete Juninho erneut mit dem Novo FC. Weitere Stationen in dem Jahr waren der Jacobina EC und EC Água Santa, wo er jeweils die Nachwuchsmannschaften betreute. Derzeit ist er ohne Anstellung.

## Erfolge
Vitória
- Staatsmeisterschaft von Bahia: 2000, 2002, 2003, 2004, 2005
- Copa do Nordeste: 2003

Cruzeiro
- Staatsmeisterschaft von Minas Gerais: 2006